# Liste der Kulturdenkmäler in Zotzenheim
In der Liste der Kulturdenkmäler in Zotzenheim sind alle Kulturdenkmäler der rheinland-pfälzischen Ortsgemeinde Zotzenheim aufgeführt. Grundlage ist die Denkmalliste des Landes Rheinland-Pfalz (Stand: 3. April 2024).

## Denkmalzonen
| Bezeichnung              | Lage              | Baujahr                 | Beschreibung | Bild |
| ------------------------ | ----------------- | ----------------------- | --- | ---- |
| Denkmalzone Schleifmühle | Mühlgasse 39 Lage | 18. und 19. Jahrhundert | ehemalige Bannmühle, 18. und 19. Jahrhundert; im Kern barocke, das Landschaftsbild mitbestimmende Hofanlage; Wohnhaus mit Krüppelwalmdach, bezeichnet 1816, Keller bezeichnet 1740, Mühlengebäude, großvolumige Scheune, ehemaliger Pferdestall bezeichnet 1800, Viehstall zweite Hälfte des 19. Jahrhunderts | BW   |

## Einzeldenkmäler
| Bezeichnung                   | Lage                       | Baujahr                 | Beschreibung | Bild                           |
| ----------------------------- | -------------------------- | ----------------------- | --- | ------------------------------ |
| Katholische Kirche St. Martin | Bahnhofstraße 11 Lage      | 1900                    | späthistoristischer Saalbau, 1900; straßenbildprägend | weitere Bilder Fotos hochladen |
| Wohnhaus                      | Leimengasse 9 Lage         | 1685                    | barockes Fachwerkhaus, teilweise massiv, bezeichnet 1685 | BW                             |
| Villa                         | Obergasse 2 Lage           | 1887                    | gründerzeitliche Walmdachvilla, Klinkerbau, bezeichnet 1887 | BW                             |
| Evangelische Kirche           | Obergasse 15 Lage          | um 1300                 | gotischer Chorturm, um 1300, mit barockem Dachreiter; im Kern wohl mittelalterliches Langhaus, 1709 barock überformt; romanischer Türsturz, 11. oder 12. Jahrhundert; Friedhofsmauer mit spätgotischem Portal, bezeichnet 1575 | Fotos hochladen                |
| Wohnhaus                      | Schulgasse 8 Lage          | 1790                    | spätbarockes Fachwerkhaus, teilweise massiv, bezeichnet 1790; straßenbildprägend | BW                             |
| Evangelischer Pfarrhof        | Sprendlinger Straße 3 Lage | 1890/91                 | spätgründerzeitlicher Klinkerbau mit Walmdach, 1890/91, Architekt Andreas Dorn, Sprendlingen | BW                             |
| Hofanlage                     | Untergasse 13 Lage         | 18. und 19. Jahrhundert | Hofanlage, 18. und 19. Jahrhundert; barockes Wohnhaus, Zierfachwerk frühes 18. Jahrhundert, Haustür bezeichnet 1802, Erweiterung um 1877: Ökonomie um 1896; straßenbildprägend                                                 | Fotos hochladen                |